# Agromyza megalopsis
Agromyza megalopsis (лат.) — вид двукрылых из семейства минирующих мух.

## Описание
Мухи коричневой окраски, некоторые экземпляры почти неотчетливо зеленоватым оттенком. Усики чёрные. Скуловые и орбитальная пластинки слегка приподняты. Костальная жилка заканчивается лишь немного за радиальной жилкой R4+5, не доходя медиальной жилки M1. У личинок задние дыхальца плотно прилегают друг к другу и имеют 3 поры.

## Биология
Минирует листья злаков, но до сих пор он известен только для ячменя и возможно ржи. Считается наиболее опасным видом на зерновых культурах. Повреждённые листья желтеют, увядают и иногда отмирают. Хотя повреждение листьев не всегда приводит к заметному снижению урожайности. Самка откладывает яйца у основания листа, в течение жизни способна отложить до 30-40 яиц. Личинки формируют узкую мину до верхушки листа, а затем продолжают путь к основанию, образуя более широкую, глубокую, пятнистую мину, при заселении листа несколькими личинками на одном листе мины сливаются. Развивается, как правило, одно поколение, а затем ежегодно развивается частичное второе поколение, которое зимует в стадии куколки.
Паразитами личинок этого вида являются перепончатокрылые из семейства хальциды и бракониды. Основным видом паразитоидов являются бракониды рода Chorebus. В перезимовавших популяциях интенсивность заражения паразитоидами может достигать 46 %.

## Распространение
Встречается на большей части Европы от Испании до Польши, Турции и Узбекистана, известен также в Ираке и некоторых районах Северной Африки.